# Melanagromyza phaseolivora
Melanagromyza phaseolivora är en tvåvingeart som beskrevs av Spencer 1973. Melanagromyza phaseolivora ingår i släktet Melanagromyza och familjen minerarflugor.
Artens utbredningsområde är Ecuador. Inga underarter finns listade i Catalogue of Life.